# Secret Number
Le Secret Number (시크릿넘버?; stilizzato in SECRET NUMBER) sono un girl group multinazionale sudcoreano, formatosi sotto la Vine Entertainment nel 2020. Il gruppo ha debuttato il 19 maggio 2020 con il singolo "Who Dis?" come un quintetto, composto da Léa, Dita, Jinny, Soodam e Denise. Due nuovi membri, Minji e Zuu, si sono aggiunti a ottobre 2021, mentre Denise ha lasciato il gruppo a febbraio 2022.

## Formazione
- Léa (레아; Ogawa Mizuki) (2020-) – Leader, voce
- Dita (디타; Anak Agung Ayu Puspa Aditya Karang) (2020-) – voce
- Jinny (진희; Jinny Park) (2020-) – rap
- Soodam (수담; Lee Soo-dam) (2020-) – voce
- Zoo (주; Ji Young-joo) (2021-) – voce
- Minji (민지; Park Min-ji) (2021-) – voce

Ex membri
- Denise (데니스; Denise Kim) (2020-2022) – voce

## Discografia

### Singoli
- 2020 – Who Dis?
- 2020 – Got That Boom
- 2021 – Fire Saturday
- 2022 – Doomchita
- 2022 – TAP
- 2023 – Doxa

## Videografia
- 2020 – Who Dis?
- 2020 – Got That Boom
- 2021 – Fire Saturday
- 2022 – Doomchita
- 2022 – TAP
- 2023 – Doxa

## Riconoscimenti
Asia Artist Award
- 2020 – Migliore Artista Femminile Emergente[1]
- 2021 – Top 3 Female Idol Group Popularity Award[2]

Asian Pop Music Awards
- 2020 – Outstanding Newcomer[3]

Indonesian Hallyu Fans Choice Awards
- 2021 – Girl Group Song of the Year (per "Fire Saturday")[4]

Ten Asia Global Top Ten Awards
- 2020 – Migliore Artista - Indonesia[5]
- 2021 – Migliore Artista - Indonesia[6]
- 2021 – Migliore Artista - Regno Unito[7]
- 2021 – Best Artist - China[8]
- 2021 – Best Artist - China[9]
- 2021 – Best Artist - Japan[8]
- 2022 – Best Artist of K - Drama OST - Indonesia[10]
- 2022 – Best Artist of K - Drama OST - Indonesia

The Fact Music Awards
- 2021 – TMA Artist Cheering Award

Tokopedia WIB Indonesia K-pop Awards
- 2021 – Multi Language Group Award[11]